# Jean-Baptiste Perrin des Vosges
Pour les articles homonymes, voir Perrin.
Jean-Baptiste Perrin, dit Perrin des Vosges, né le 5 mars 1754 à Damas-devant-Dompaire (duché de Lorraine, actuel département des Vosges), mort le 10 mai 1815 à Épinal, est un homme politique de la Révolution française. 

## Biographie

### Mandat à la Convention
La monarchie constitutionnelle mise en application par la constitution du 3 septembre 1791 prend fin à l'issue de la journée du 10 août 1792 : les bataillons de fédérés bretons et marseillais et les insurgés des faubourgs de Paris prennent le palais des Tuileries. Louis XVI est suspendu et incarcéré, avec sa famille, à la tour du Temple. 
En septembre 1792, Jean-Baptiste Perrin, alors négociant d'Épinal et président du directoire des Vosges, est élu député du département, le quatrième sur huit, à la Convention nationale. Il y est surnommé « Perrin des Vosges » pour être différencié de son collègue homonyme Pierre Nicolas Perrin (député de l'Aube). 
Il siège sur les bancs de la Montagne. Lors du procès de Louis XVI, il vote la mort et rejette l'appel au peuple et le sursis à l'exécution de la peine. En avril 1793, il est absent lors du scrutin sur la mise en accusation de Jean-Paul Marat. En mai, il est également absent lors du scrutin sur le rétablissement de la Commission des Douze. 

#### Le représentant en mission
Jean-Baptiste Perrin est en effet envoyé en mission à plusieurs reprises durant son mandat.
Le 8 mars 1793, il est envoyé, aux côtés de Jean Roubaud (député du Var), auprès de la section de Beaurepaire. Le 9, il est envoyé en mission aux côtés de Louis-Félix Roux (député de la Haute-Marne) dans les départements de la Haute-Marne et des Vosges afin d'y accélérer la levée en masse. Le 17 juin, il est envoyé, aux côtés de ses collègues Jean-Marie Calès (député de la Haute-Garonne) et de Jean-Baptiste Massieu (député de l'Oise), auprès de l'armée des Ardennes. 
Après la chute de Robsepierre, Jean-Baptiste Perrin est renvoyé en mission et se rend, en thermidor (en août), aux côtés de Philippe-Charles-Aimé Goupilleau (député de la Vendée), dans les départements de l'Aveyron, du Gard et de l'Hérault. En pluviôse an III (février 1795), aux côtés de ses collègues Pierre-Jean-Baptiste Auguis (député des Deux-Sèvres), François-Louis Bourdon (député de l'Oise) et Jean-Baptiste-Charles Mathieu-Mirampal (député de l'Oise), il est élu membre du Comité de sûreté générale. Il participe à la répression de l'insurrection du 1er prairial an III (20 mai 1795). 

### Du Directoire au Premier Empire
Sous le Directoire, en vendémiaire an IV (en octobre 1795), Jean-Baptiste Perrin est réélu député et siège au Conseil des Cinq-Cents. Il est tiré au sort pour quitter le Conseil le 1er prairial an V (le 20 mai 1797). Lors des élections de germinal an VI (avril 1798), il est réélu député et siège au Conseil des Anciens. Il est élu président du Conseil le 1er nivôse an VII (le 20 décembre 1798). 
Partisan du coup d'État du 18 brumaire, il est nommé au sein de la commission intermédiaire chargée de représenter le législatif puis entre, le 4 nivôse an VIII (25 décembre 1799), au Corps législatif, où il représente les Vosges, et dont il est le premier président, du 1er au 21 janvier 1800. Il y siège jusqu'au 11 germinal an XI (1er avril 1803).
Le 16 floréal an XI (6 mai 1803), il devient conseiller général des Vosges. En 1814, il assure la formation de Corps francs dans sa région.